# Kanton Saint-Jean-de-la-Ruelle
Kanton Saint-Jean-de-la-Ruelle (francouzsky Canton de Saint-Jean-de-la-Ruelle) je francouzský kanton v departementu Loiret v regionu Centre-Val de Loire. Tvoří ho pouze město Saint-Jean-de-la-Ruelle.